# Fiat 16-20 HP
La 16-20 HP è un'autovettura costruita dalla Fiat dal 1903 al 1906.
Furono costruite quattro serie, tutte con trazione posteriore:
- 1ª serie: distribuita nel 1903, aveva un passo di 2120 mm e un motore a quattro cilindri in linea da 4179 cm³ di cilindrata, erogante una potenza di 20 hp. L'alesaggio era di 110 mm con una corsa di 110 mm. Fu prodotta in 100 esemplari.
- 2ª serie: commercializzata nel 1904, fu denominata 16-24 HP. Il passo fu incrementata a 2585 mm con il motore sempre di 4179 cm³ di cilindrata ma di 24 HP di potenza. Fu prodotta in 130 esemplari.
- 3ª serie: presentata nel 1905, ritornò il nome “16-20 HP” con un passo incrementato a 2853 mm. Furono costruiti 171 esemplari.
- 4ª serie: costruita dal 1906 fu introdotta con un nuovo motore, da 4503 cm³ di cilindrata.[1] L'alesaggio era di 105 mm con una corsa di 130 mm. Fu prodotta in 290 esemplari.